# Naho Miyoshi
Naho Miyoshi (21 de dezembro de 1993) é uma basquetebolista profissional japonesa.

## Carreira
Naho Miyoshi integrou a Seleção Japonesa de Basquetebol Feminino, na Rio 2016, que terminou na oitava posição.